# Gmina Lipkowo
Gmina Lipkowo (mac. Општина Липково) – gmina wiejska w północnej Macedonii Północnej.
Graniczy z gminami: Czuczer-Sandewo od zachodu, Skopje od południa, Kumanowo od wschodu oraz z Serbią od północy.
Skład etniczny
- 97,42% – Albańczycy
- 1,37% – Turcy
- 0,02% – Macedończycy
- 1,19% – pozostali

W skład gminy wchodzą:
- 22 wsie: Ałaszewce, Bełanowce, Dumanowce, Głażńa, Goszince, Izwor, Lipkowo, Łojane, Matejcze, Nikusztak, Opae, Orizari, Otlja, Rinkowce, Ropałce, Runica, Słupczane, Straża, Strima, Waksince, Wisztica, Złokućane.